# 大津車站
大津車站（日语：〔〕／ Ōtsu eki */?）是位于滋賀縣大津市春日町，西日本旅客鐵道（JR西日本）琵琶湖線（東海道本線）的車站。

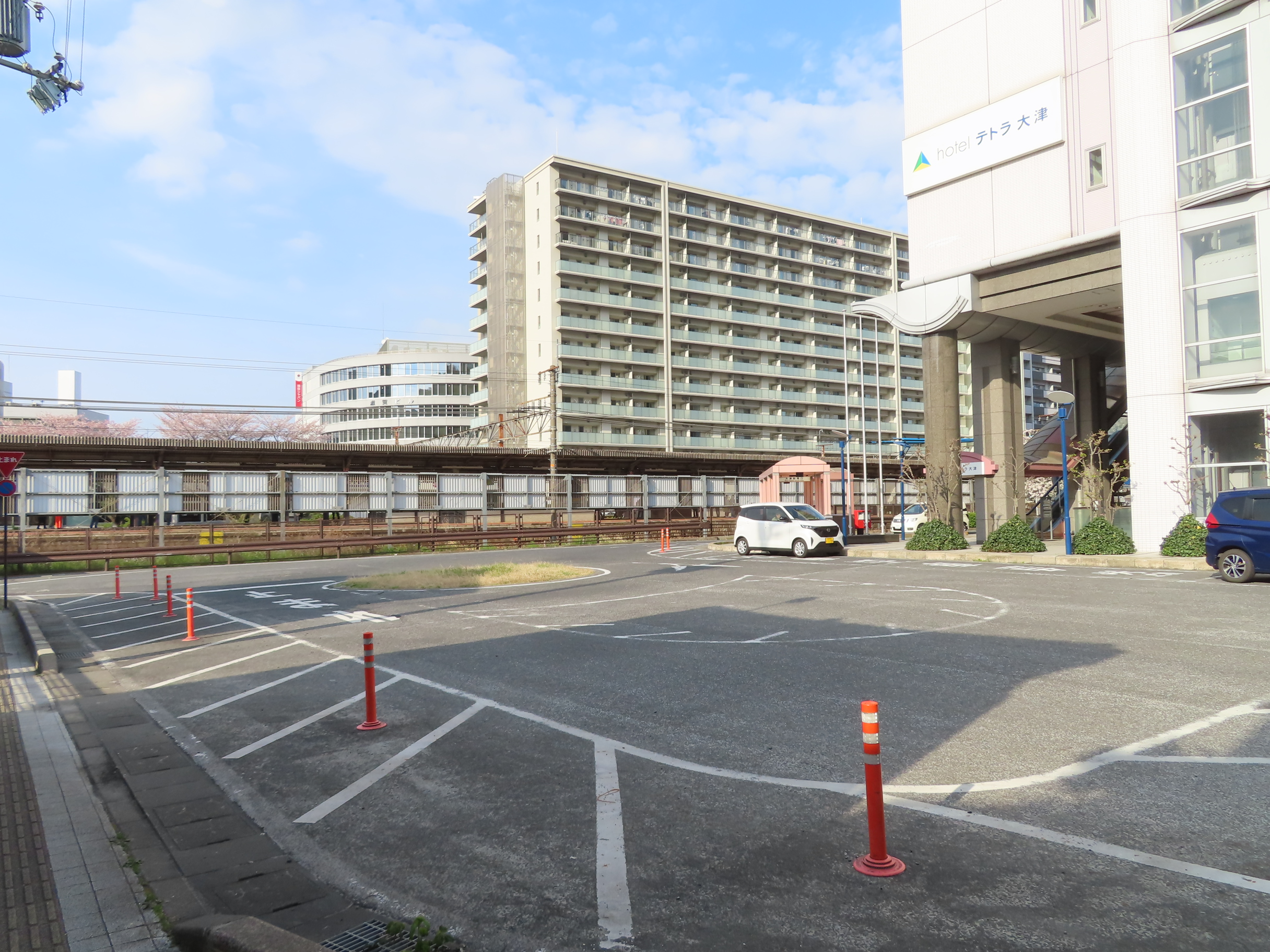
南口(2023年4月)

## 車站結構

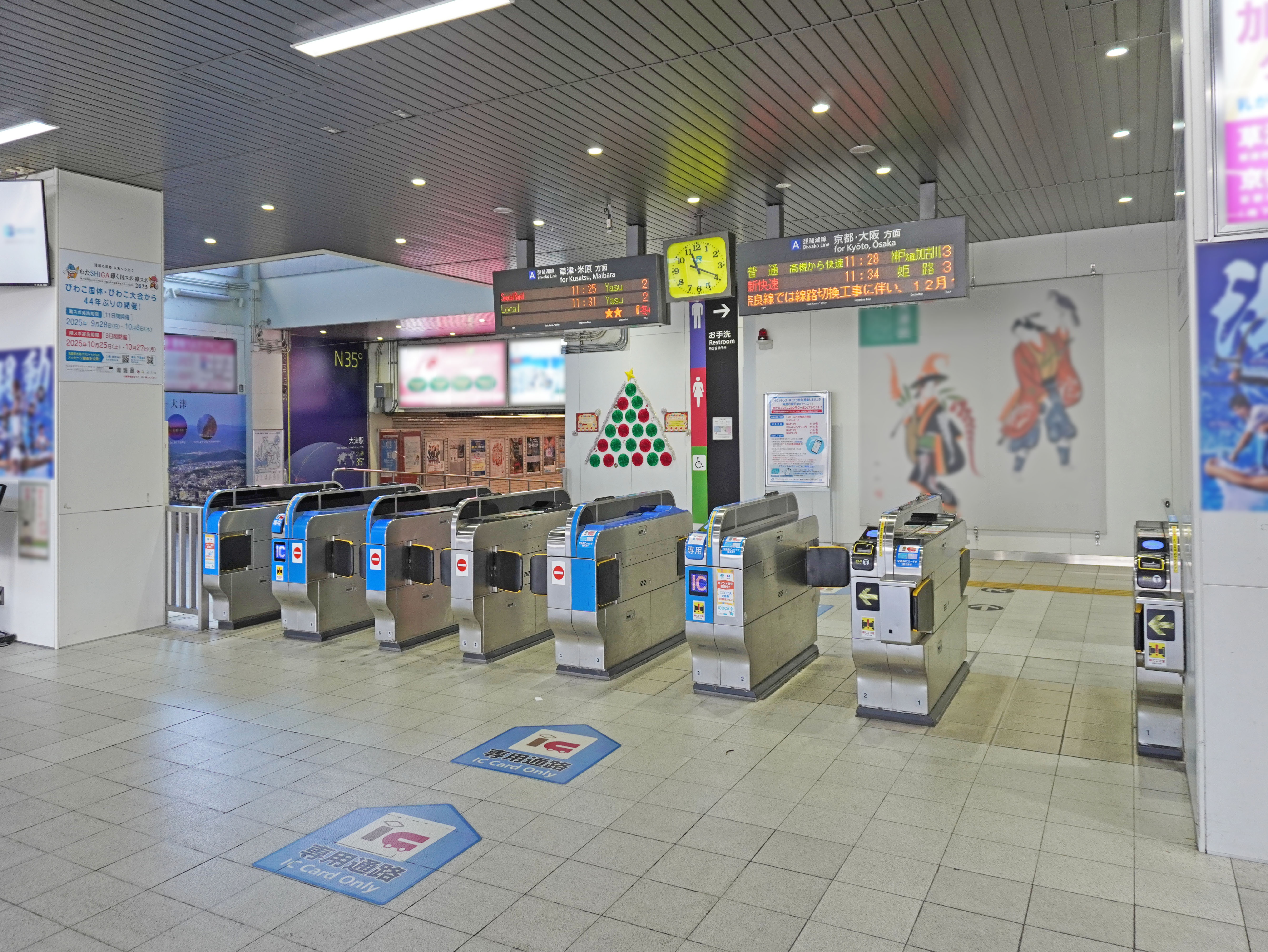
北驗票口(2022年12月)

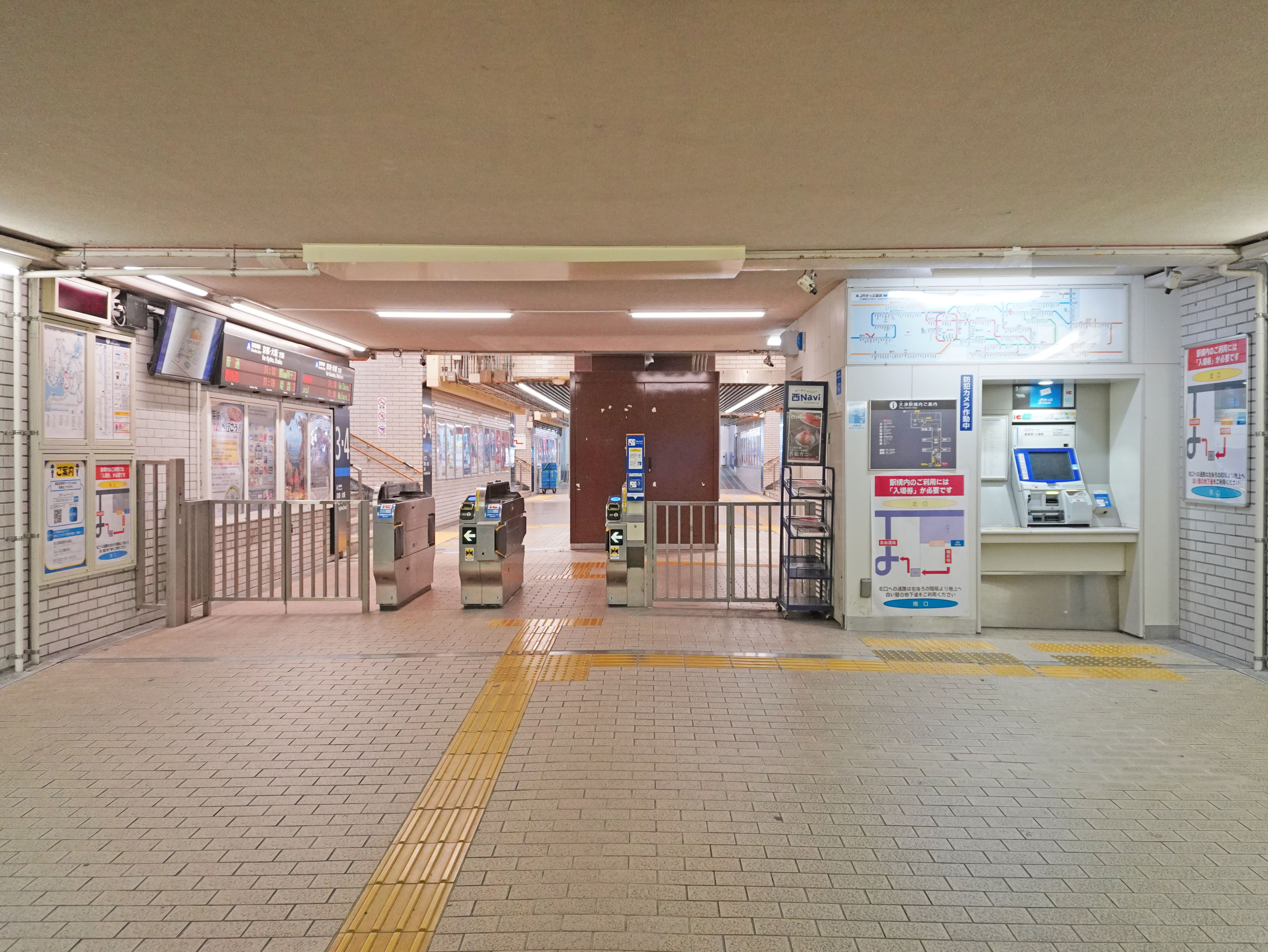
南驗票口(2022年12月)

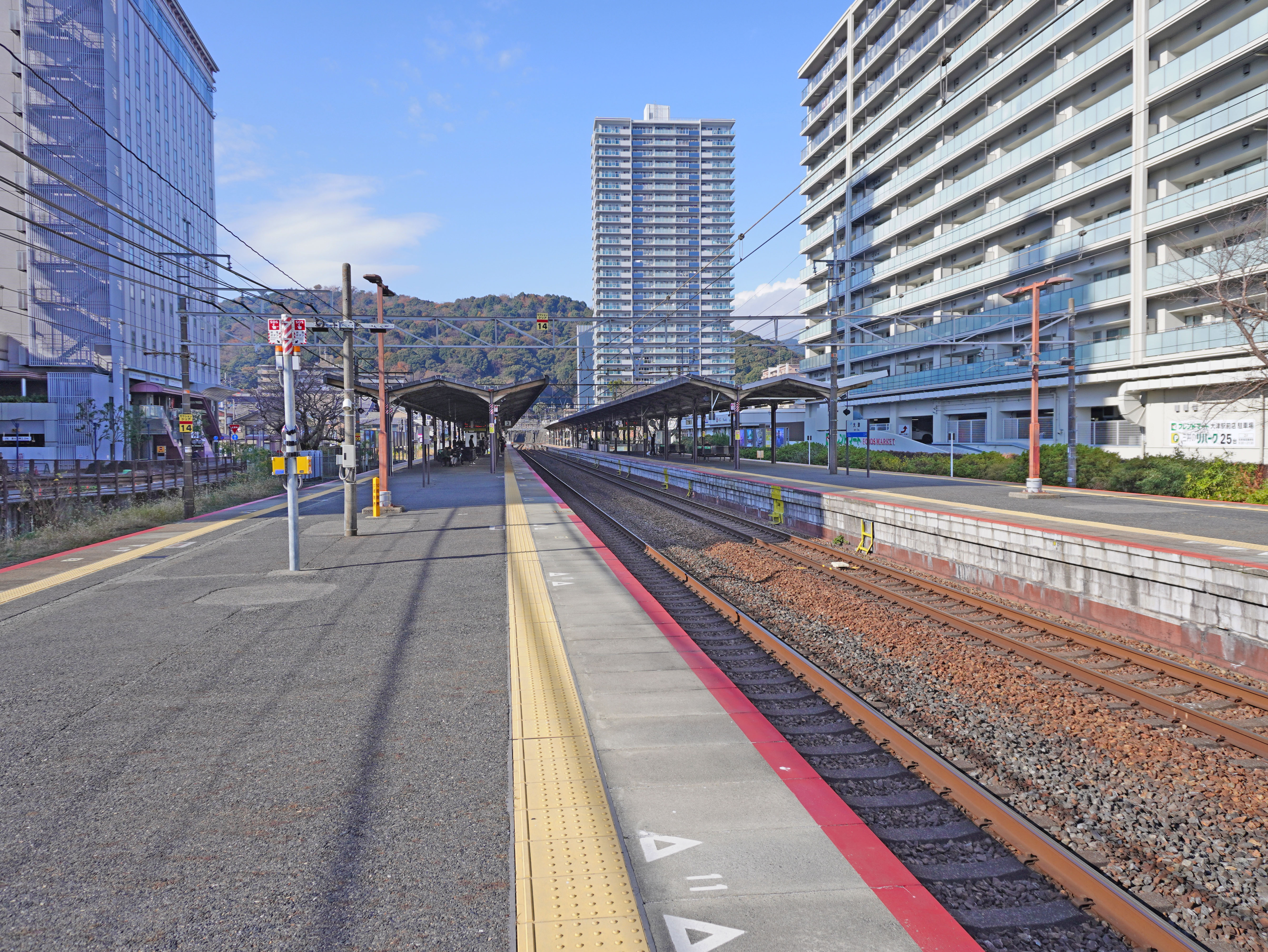
月台(2022年12月)

本站為島式月台2面4線的地面車站。

### 月台配置
| 月台 | 路線     | 方向（軌道）   | 目的地         | 備註               |
| ---- | -------- | -------------- | -------------- | ------------------ |
| 1    | 琵琶湖線 | 上行（外側線） | 草津、米原方向 | 所有特急與部分列車 |
| 2    | 琵琶湖線 | 上行（內側線） | 草津、米原方向 |                    |
| 3    | 琵琶湖線 | 下行（內側線） | 京都、大阪方向 |                    |
| 4    | 琵琶湖線 | 下行（外側線） | 京都、大阪方向 | 所有特急與部分列車 |

## 使用情況
根據滋賀縣統計書，1992年以後每年1日平均上車人次如下表。
當中的2018年度1日平均上車人次為17,290人，此站在滋賀縣內的JR線車站當中，與同屬東海道本線的瀨田站排行第6位（第1位是南草津站，比大津市內的石山站更多）。
| 年度               | 1日平均 上車人次 | 來源   |
| ------------------ | ---------------- | ------ |
| 1992年（平成04年） | 18,720           | [ 3 ]  |
| 1993年（平成05年） | 18,786           | [ 4 ]  |
| 1994年（平成06年） | 18,786           | [ 5 ]  |
| 1995年（平成07年） | 19,022           | [ 6 ]  |
| 1996年（平成08年） | 19,176           | [ 7 ]  |
| 1997年（平成09年） | 19,009           | [ 8 ]  |
| 1998年（平成10年） | 18,914           | [ 9 ]  |
| 1999年（平成11年） | 18,502           | [ 10 ] |
| 2000年（平成12年） | 18,488           | [ 11 ] |
| 2001年（平成13年） | 18,476           | [ 12 ] |
| 2002年（平成14年） | 18,252           | [ 13 ] |
| 2003年（平成15年） | 18,032           | [ 14 ] |
| 2004年（平成16年） | 17,757           | [ 15 ] |
| 2005年（平成17年） | 17,555           | [ 16 ] |
| 2006年（平成18年） | 17,858           | [ 17 ] |
| 2007年（平成19年） | 17,769           | [ 18 ] |
| 2008年（平成20年） | 17,729           | [ 19 ] |
| 2009年（平成21年） | 17,367           | [ 20 ] |
| 2010年（平成22年） | 17,269           | [ 21 ] |
| 2011年（平成23年） | 17,303           | [ 22 ] |
| 2012年（平成24年） | 17,429           | [ 23 ] |
| 2013年（平成25年） | 17,653           | [ 2 ]  |
| 2014年（平成26年） | 17,251           | [ 24 ] |
| 2015年（平成27年） | 17,431           | [ 25 ] |
| 2016年（平成28年） | 17,337           | [ 26 ] |
| 2017年（平成29年） | 17,339           | [ 27 ] |
| 2018年（平成30年） | 17,290           | [ 28 ] |

## 相鄰車站
西日本旅客鐵道
 琵琶湖線（東海道本線）
- 特急「遙」「琵琶湖特快」停車站

■新快速
石山（JR-A27）－大津（JR-A29）－山科（JR-A30）
■普通（包括在京都站或高槻站以西變為快速列車者）
膳所（JR-A28）－大津（JR-A29）－山科（JR-A30）

## 外部連結
- 大津｜車站資訊：JR出門網 - 西日本旅客鐵道